# Catocala postactea
Catocala postactea är en fjärilsart som beskrevs av Edward Alfred Cockayne 1951. Catocala postactea ingår i släktet Catocala och familjen nattflyn. Inga underarter finns listade i Catalogue of Life.